# Raphionacme
Raphionacme är ett släkte av oleanderväxter. Raphionacme ingår i familjen oleanderväxter.

## Dottertaxa tillRaphionacme, i alfabetisk ordning[1]
- Raphionacme angolensis
- Raphionacme arabica
- Raphionacme borenensis
- Raphionacme brownii
- Raphionacme burkei
- Raphionacme caerulea
- Raphionacme dyeri
- Raphionacme elsana
- Raphionacme ernstiana
- Raphionacme flanaganii
- Raphionacme galpinii
- Raphionacme globosa
- Raphionacme grandiflora
- Raphionacme haeneliae
- Raphionacme hirsuta
- Raphionacme inconspicua
- Raphionacme keayii
- Raphionacme lanceolata
- Raphionacme loandae
- Raphionacme longifolia
- Raphionacme longituba
- Raphionacme madiensis
- Raphionacme michelii
- Raphionacme namibiana
- Raphionacme palustris
- Raphionacme procumbens
- Raphionacme pulchella
- Raphionacme splendens
- Raphionacme sylvicola
- Raphionacme utilis
- Raphionacme velutina
- Raphionacme vignei
- Raphionacme villicorona
- Raphionacme zeyheri